# Diaphorus canus
Diaphorus canus är en tvåvingeart som beskrevs av Robinson 1964. Diaphorus canus ingår i släktet Diaphorus och familjen styltflugor. Inga underarter finns listade i Catalogue of Life.